# Storkowfurt
Storkowfurt ist ein bewohnter Gemeindeteil im Ortsteil Spreeau der Gemeinde Grünheide (Mark) im Landkreis Oder-Spree in Brandenburg.

## Geografische Lage
Der Gemeindeteil grenzt unmittelbar östlich an Spreeau an und liegt im Süden der Gemeinde Grünheide (Mark). Nördlich liegt Störitzsee, nordwestlich der Wohnplatz Störitz. Nordwestlich befindet sich mit Spreewerder ein weiterer Gemeindeteil von Spreeau, ebenso mit Sieverslake im Süd-Südwesten. Die Spree fließt von Nordosten kommend in südwestlicher Richtung südlich des Gemeindeteils vorbei und bildet gleichzeitig auch die Grenze zur benachbarten Gemeinde Spreenhagen.
Dort liegt südöstlich der zum Spreenhagener Gemeindeteil Kirchhofen gehörende Wohnplatz Röthen, südlich der Spreenhagener Ortsteil Hartmannsdorf. Der nördliche Teil ist überwiegend bewaldet und liegt auf einer Höhe von rund 38 m ü. NHN Metern. Zu einer früheren Zeit wurde dort Kies abgebaut; die zwei aufgegebenen Gruben haben sich mit Grundwasser gefüllt und bilden zwei unbenannte Seen. Das Gelände fällt nach Süden hin auf rund 35 m ü. NHN Meter ab und besteht im südlichen Bereich aus einer Offenfläche, die mit einem unbenannten Meliorationsgraben in die Spree entwässert wird.

## Geschichte
Die Gemarkung wurde erstmals im Jahr 1652 indirekt erwähnt. Zu dieser Zeit besaß der Dorfschulze aus Kienbaum unter anderem am Storckowischen Pfordt eine zwei Morgen (Mg) große Wiese. Ebenso besaß der Förster aus Rüdersdorf im Jahr 1742 Wiesenflächen, die unter anderem auf der Flur Thomas Wall lagen. Drei Jahre später besaß der Unterförster Werk einen 42 Mg großen Dienstacker an der Storckowschen Forthe. Eine erste Ansiedlung erfolgte unter Friedrich II. Er ließ 1749 eine Kolonistenfamilie aus Zweibrücken am „Thomas Wall am Storkowschen Fort“ ansiedeln. Sie erhielten 60 Mg Acker, 16 Mg Wiese und eine 2 Mg große Hofstelle mit Garten (1751). Neben den Kolonisten lebten im Dorf mittlerweile auch der bereits erwähnte Unterförster und ein Holzschläger. Im Jahr 1773 erschienen der Unterförster, ein Büdner sowie ein Erbzinsmann. Bis 1791 war eine zweite Büdnerfamilie hinzugekommen. In Storkowfurt lebten insgesamt 35 Personen, die drei Feuerstellen (=Haushalte) betrieben.
Im Jahr 1801 bestand die Ansiedlung aus dem Büdneretablissement und einem Forsthaus. Der königliche Unterförster unterstand dabei dem Rüdersdorfer Revier; ebenso lebten im Rüdersdorfer Forst zwei Büdner, die nach wie vor drei Feuerstellen betrieben. Anfang des 19. Jahrhunderts wohnte die Familie des Holzfällers Streichen im Dorf. Die Anzahl der Personen war zwischenzeitlich auf 18 zurückgegangen und stieg bis 1817 nur leicht auf 19 Personen. Im Jahr 1840 lebten in vier Wohnhäusern mittlerweile 40 Personen; 1858 waren es 49, die in zwei Wohnhäusern mit vier Wohn- und sechs Wirtschaftsgebäuden lebten und arbeiteten (1860). Bis 1925 war die Anzahl auf 50 Personen angewachsen. Storkowfurt kam 1932 als Wohnplatz zu Spreeau.